# Na Quebrada
Na Quebrada é um filme brasileiro baseado em fatos reais do ano de 2014 do gênero drama, dirigido por Fernando Grostein Andrade.

## Sinopse
O filme segue a trajetória de um grupo de jovens de classe baixa, como Júnior, talentoso no conserto de televisões, Zeca, que testemunhou uma chacina, Joana, garota que sonha com a mãe desconhecida e Gerson, cujo pai está na prisão desde que nasceu. Entre histórias de perdas e violência, eles descobrem uma nova maneira de expressar as suas ideias e as suas emoções: o cinema.

## Elenco
- Jorge Dias como Gerson
- Felipe Simas como Zeca
- Domenica Dias como Monica
- Daiana Andrade como Joana
- Gero Camilo como Moacir
- Jean Luis Amorim como Junior
- Alvise Camozzi como Gianluigi
- Emanuelle Araújo como Ylana
- Eucir de Souza como Alvaro
- Cláudio Jaborandy como seu Misael
- Marcello Gonçalves como Arnaldo
- Paula Cohen como Teresa
- Monica Bellucci como Paola
- Alvise Camozzi como Gianluigi
- Anderson Lima como Lúcio
- Clarisse Abujamra como Dona Alice
- João Baldasserini como Jonas
- Rogério Brito como Wilson
- Sergio Mastropasqua como Jiló
- Fabricio Araujo como Paulo
- Eduardo Luís como Ismael
- Wellington Galdim como Milton
- Jair Rangel Paladino como Itamar
- William Sales Santos como Ícaro
- Roberto Olimpo como policial
- Maxwell Nascimento como jovem suspeito 1
- José Trassi como Monitor

## Recepção
O crítico Francisco Russo do site AdoroCinema.com deu 2.5 de 5 estrelas para o filme: "Não é de hoje que o cinema relata a pobreza existente no Brasil devido à exclusão social , com todas as suas mazelas e contradições. Já na década de 1950 o tema foi abordado por Nelson Pereira dos Santos no clássico Rio Zona Norte, estrelado por Grande Otelo. O tema explodiu de vez graças ao sucesso de Cidade de Deus, já no início do século XXI, especialmente pelo lado estético. Era a miséria “bela”, com uma fotografia deslumbrante e de um detalhismo impressionante na ambientação. Como tudo que faz sucesso, gerou frutos – para o bem e para o mal. Na Quebrada é um deles."